# Bodo Schlegelmilch

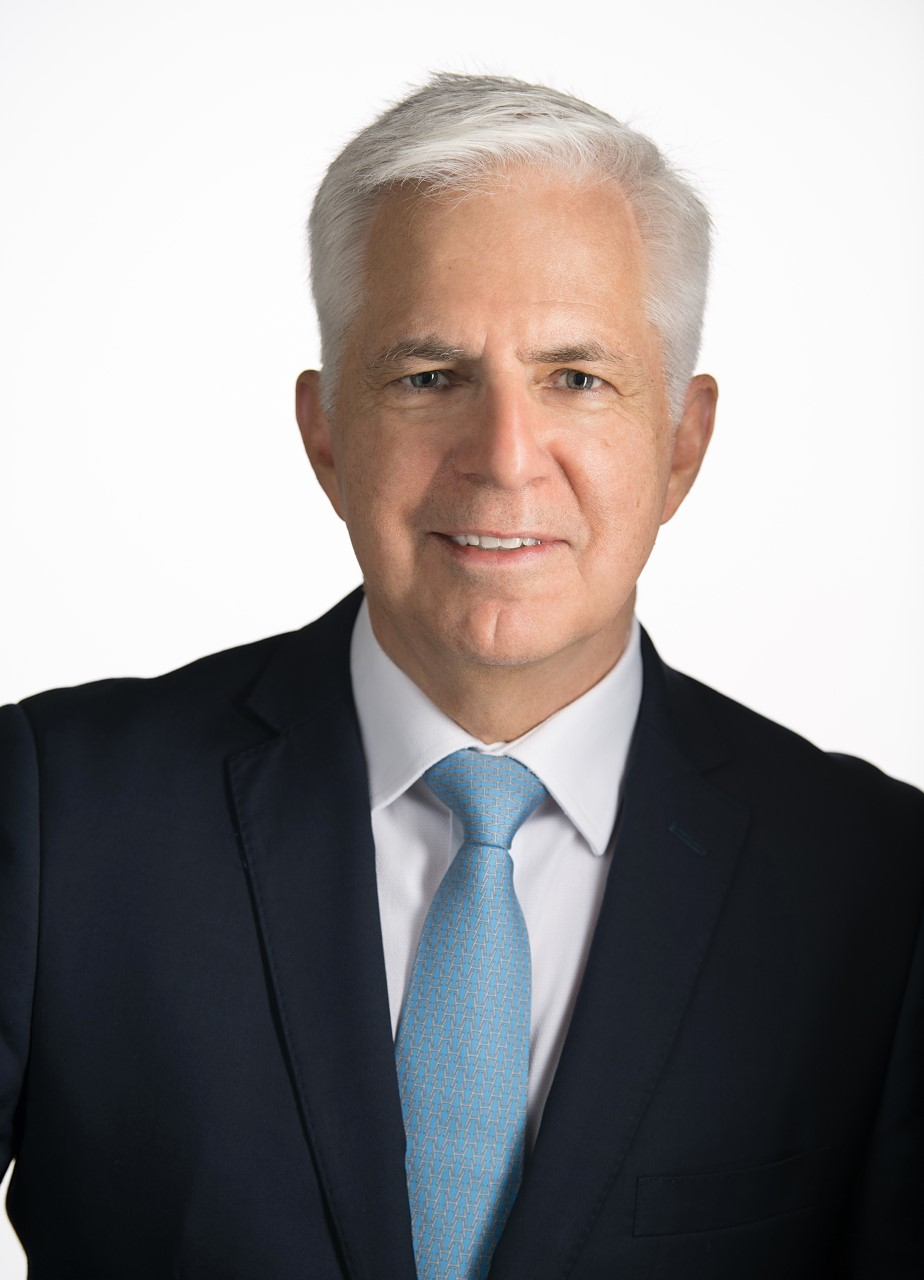
Bodo Schlegelmilch (2018)

Bodo B. Schlegelmilch (* Januar 1955) ist ein in Deutschland geborener Marketingwissenschaftler und Professor Emeritus für Global Marketing Strategy an der Wirtschaftsuniversität Wien (WU),, Österreich. Von 2018 bis 2023 war er Vorstandsvorsitzender der Association of MBAs (AMBA) und der Business Graduate Association (BGA). Er war langjähriger Gründungsdekan der WU Executive Academy.

## Leben
Schlegelmilch erwarb seinen Bachelor-Abschluss an der Fachhochschule Köln sowie seinen Master-Abschluss und zwei Doktorgrade in International Marketing und Corporate Social Responsibility an der University of Manchester. Er war 12 Jahre Dekan der WU Executive Academy an der Wirtschaftsuniversität Wien, wo er u. a. verschiedene MBA-Programme gründete. Als Academic Director führte er das Vienna Executive MBA Programm in das Globale Top-50 Ranking der Financial Times. Als Chefredakteur leitete er das Journal of International Marketing, welches von der American Marketing Association herausgegeben wird.
Er begann seine berufliche Laufbahn bei der Deutschen Bank und dem US-Konsumgüterkonzern Procter & Gamble und setzte seine Karriere an der Universität von Edinburgh und der University of California, Berkeley, fort. Es folgten Berufungen auf den British-Rail-Lehrstuhl für Marketing an der University of Wales und als Professor für International Business an der Thunderbird School of Global Management.

## Forschung
Seine Forschungsarbeiten umfassen die Bereiche internationale Marketingstrategie, soziale Verantwortung von Unternehmen und kulturelle Unterschiede und wurden führenden Fachzeitschriften veröffentlicht (z. B. Strategic Management Journal Journal of International Business Studies und Journal of the Academy of Marketing Science).
Schlegelmilch hat das Konzept degrees for rent zur Diskussion gestellt, das die Abschaffung der derzeitigen Praxis der Universitäten fordert, den Studierenden Abschlüsse auf Lebenszeit zu verleihen. Stattdessen sollten die Abschlüsse nur für einen bestimmten Zeitraum verliehen werden. Danach müssten die Absolventen kontinuierlich zusätzliche Kurse belegen, um die Gültigkeit ihres Abschlusses aufrechtzuerhalten (ein wichtiger Grundsatz des lebenslangen Lernens). („Why MBAs should keep going back to school“, Financial Times, 3. Januar 2019)

## Auszeichnungen
Schlegelmilch wurde mit Fellowships der Academy of International Business, der Academy of Marketing Science und des Chartered Institute of Marketing ausgezeichnet. Von der American Marketing Association erhielt er 2020 den Significant Contributions to Global Marketing Award, und den Lifetime Achievement Award for Higher Education, von der Thammasat University eine Bualuang ASEAN Chair Professur, von der Academy of Marketing Science den 2023 Marketer of the Year Award. Die Thammasat University in Bangkok verlieh Schlegelmilch einen Ehrendoktortitel.

## Veröffentlichungen (Auswahl)
- Bodo B Schlegelmilch: Global Marketing Strategy: An Executive Digest (Second Edition). 2022. Springer, Cham, ISBN 978-3-030-90664-1. Die verschiedenen Ausgaben dieses Buches werden in 364 Bibliotheken aufbewahrt, nach WorldCat.[28]
- Bodo B Schlegelmilch, R. S. Winer (Hrsg.): The Routledge Companion to Strategic Marketing. Routledge, 2021, ISBN 978-1-351-03866-9.
- B. B. Schlegelmilch, H. Wu: Global Marketing Strategy: A Digest for Chinese Managers. Sun Yat-sen University Press, 2021.[29]
- W. J. Keegan, B. B. Schlegelmilch, B. Stöttinger: Globales Marketing-Management. Eine europäische Perspektive. Oldenbourg Verlag, 2002, ISBN 3-486-25005-1.